# Two Souls with But a Single Thought; or, A Maid and Three Men
Two Souls with But a Single Thought; or, A Maid and Three Men è un cortometraggio muto del 1913 diretto da Bert Angeles. È il terzo film di James Lackaye.

## Produzione
Il film fu prodotto dalla Vitagraph Company of America.

## Distribuzione
Distribuito dalla General Film Company, il film - un cortometraggio in una bobina - uscì nelle sale cinematografiche statunitensi il 14 maggio 1913.